# Британник (сын Клавдия)
Тиберий Клавдий Цезарь Британник (лат. Tiberius Claudius Caesar Britannicus; 12 февраля 41 года, Рим — 55 год) — сын римского императора Клавдия и его третьей жены Валерии Мессалины, сводный брат императора Нерона. Родился менее чем через месяц после провозглашения его отца Клавдия императором, и был объявлен его наследником. В честь его рождения была выпущена монета (сестерций).
В 43 году Сенат даровал Клавдию почётное имя «Британник» в честь его победоносного похода в Британию. Клавдий отказался принять это имя для себя лично, но взял его для своего сына.
По словам Светония, Клавдий обожал своего сына, который был не по годам развитым ребёнком.
В 48 году Валерия Мессалина была казнена за заговор против Клавдия, а 1 января 49 года Клавдий женился на своей племяннице Агриппине Младшей. Вскоре он официально усыновил её сына Нерона, а в 53 году женил его на своей дочери Клавдии Октавии. В результате интриг Агриппины Клавдий лишил Британника права наследования, передав его Нерону.

## Смерть
13 октября 54 года Клавдий был отравлен Агриппиной, а несколько месяцев спустя по приказу Нерона был отравлен и Британник. Произошло это по двум причинам — во-первых, мать Нерона Агриппина пыталась манипулировать своим сыном, угрожая ему в случае неповиновения отстранить его от власти, вернув её законному наследнику — Британнику. Во-вторых, Нерон убедился в том, что даже его приближённые сочувствуют Британнику. Вот как описывает это происшествие Тацит:

В дни праздника Сатурналий среди прочих забав со сверстниками они затеяли игру, участники которой тянули жребий, кому из них быть царём, и он выпал Нерону. Всем прочим Цезарь отдал различные приказания, которые можно было легко и безо всякого стеснения выполнить; но когда он повелел Британнику подняться со своего места и, выйдя на середину, затянуть по своему выбору песню, рассчитывая, что мальчик, не привыкший даже к трезвому обществу, не говоря уже о хмельном сборище, смешается и будет всеми поднят на смех, — тот твёрдым голосом начал песнь, полную иносказательных жалоб на то, что его лишили родительского наследия и верховной власти. Эти сетования Британника возбудили к нему сочувствие, тем более откровенное, что поздний ночной час и праздничное веселье освободили присутствующих от необходимости утаивать свои чувства. И Нерон, поняв, что к нему относятся неприязненно, ещё сильнее возненавидел Британника.
— Тацит, «Анналы», глава  XIII, 15)
Поэтому Нерон приказал знаменитой отравительнице Локусте (незадолго до того отравившей Клавдия) помочь ему избавиться от соперника.

…не решаясь взвалить на брата обвинение в каком-нибудь преступном деянии или открыто распорядиться об его умерщвлении, он замышляет устранить его тайными кознями и велит изготовить для него яд, поручив это дело трибуну преторианской когорты Юлию Поллиону, под надзором которого содержалась осуждённая за многие преступления прославленная отравительница по имени Локуста. А о том, чтобы среди приближённых Британника не было никого, кто ставил бы во что-нибудь честность и совесть, позаботились ранее. Итак, сначала он получил отраву из рук своих воспитателей, но яд вызвал понос и не возымел губительного действия, а может быть, его и изготовили с тем расчётом, чтобы он подействовал не сразу. Но Нерону не терпелось увидеть это злодеяние совершённым. Он стал угрожать трибуну и требовать казни отравительницы… И вот, пообещав ему, что Британник умрёт столь же мгновенно, как если бы его поразили мечом, они варят в помещении рядом со спальным покоем Цезаря быстродействующую отраву…
— Тацит, «Анналы», глава  XIII, 15)
Нерон решил, что убийство неугодного ему сводного брата должно послужить также для устрашения других возможных противников, а потому убийство это было совершено не тайно, а на глазах у многих:

…так как кушанья и напитки Британника отведывал выделенный для этого раб, то, чтобы не был нарушен установленный порядок или смерть их обоих не разоблачила злодейского умысла, была придумана следующая уловка. Ещё безвредное, но недостаточно остуженное и уже отведанное рабом питьё передаётся Британнику; отвергнутое им как чрезмерно горячее, оно разбавляется холодной водой с разведённым в ней ядом, который мгновенно проник во все его члены, так что у него разом пресеклись голос и дыхание.
…Одна и та же ночь видела умерщвление и погребальный костер Британника, ибо всё необходимое для его скромно обставленных похорон было предусмотрено и припасено заранее. Впрочем, его погребли всё-таки на Марсовом поле при столь бурном ливне, что народ увидел в нём проявление гнева богов, возмущённых преступлением принцепса, тогда как многие, принимая во внимание известные в прошлом раздоры и усобицы между братьями и то, что верховная власть неделима, отнеслись к нему снисходительно.

…В особом указе Цезарь объяснял причины поспешности, с какой был погребён Британник; он ссылался на установление предков скрывать от людских глаз похороны безвременно умерших и не затягивать церемонии похвальными речами и пышно отправляемыми обрядами.— Тацит, «Анналы», глава  XIII, 16-17)
Сестра Британника Клавдия Октавия (бывшая первой и нелюбимой женой Нерона и оставленная им ради Поппеи Сабины), несмотря на скромный образ своей жизни и любовь народа, в течение многих лет подвергалась унижениям и лишениям и была казнена по подложным обвинениям в 62 году. Вторая его сестра, Клавдия Антония, которая ответила отказом на домогательства Нерона, также была казнена им по ложному обвинению в заговоре в 66 году.